# Jordan Williams
Jordan Williams (ur. 11 października 1990 w Torrington) – amerykański koszykarz, występujący na pozycji silnego skrzydłowego lub środkowego.

## NCAA
Williams rozpoczął 31 meczów w pierwszej piątce jako debiutant w sezonie 2009/10. Został wybrany do drużyny najlepszych debiutantów konferencji ACC. Zajął też drugie miejsce pod względem zbiórek (8,6 na mecz) w swojej konferencji.
W drugim sezonie pobił rekord uczelni należący do Lena Elmore, notując w trzynastu meczach z rzędu double-double. Na zakończenie sezonu został wybrany do trzeciego składu w całych USA. Po sezonie zgłosił się do draftu do NBA.

## NBA
Williams został wybrany przez Nets z 36. numerem w draftu 2011. Z powodu lokautu szukał miejsca do gry i podpisał kontrakt z Zastalem Zielona Góra. Nie zagrał jednak ani razu w barwach polskiej drużyny po tym, jak skończył się lokaut w NBA.
W swoim pierwszym sezonie grał średnio tylko 14,8 minut na mecz, zdobywając w tym czasie 4,6 punktu i 3,6 zbiórki. 18 stycznia został wysłany do drużyny filialnej Springfield Armor. Zagrał w niej 6 meczów, zdobywając średnio 10,5 punktu i 7,8 zbiórki na mecz.
11 lipca 2012 został oddany w wymianie do Atlanta Hawks razem z Jordanem Farmarem, Anthony Morrowem, Johanem Petro i DeShawnem Stevensonem za Joe Johnsona. 17 września 2012 został zwolniony przez Hawks.
28 sierpnia 2013 podpisał roczny kontrakt z CB Bilbao Berri, jednak już 8 września odszedł z klubu.